# Artéria sacral lateral
As artérias sacrais laterais ou artérias sagradas laterais surgem da divisão posterior da artéria ilíaca interna. Geralmente existem duas, a superior e a inferior.

## Superior
A superior, mais larga, passa medialmente e depois de se anastomosar com ramos da artéria sacral média, entra no primeiro ou segundo forame sacral anterior, fornecendo ramos  para o conteúdo do canal sacral, e saindo do forame sacral posterior correspondente, é distribuída para a pele e músculos na porção dorsal do sacro, se anastomosando com a artéria glútea superior.

## Inferior
A inferior corre obliquamente na frente do músculo piriforme e nervos sacrais para o lado medial do forame sacral anterior, desce na frente do sacro e se anastomosa sobre o cóccix com a artéria sacral média e a artéria sacral lateral do lado oposto.
Em sua trajetória dá ramos, que entram no forame sacral anterior; estes, depois de vascularizar o conteúdo do canal sacral, saem pelo forame sacral posterior e são distribuídos aos músculos e pele na superfície dorsal do sacro, se anastomosando com as artérias glúteas.

## Imagens adicionais

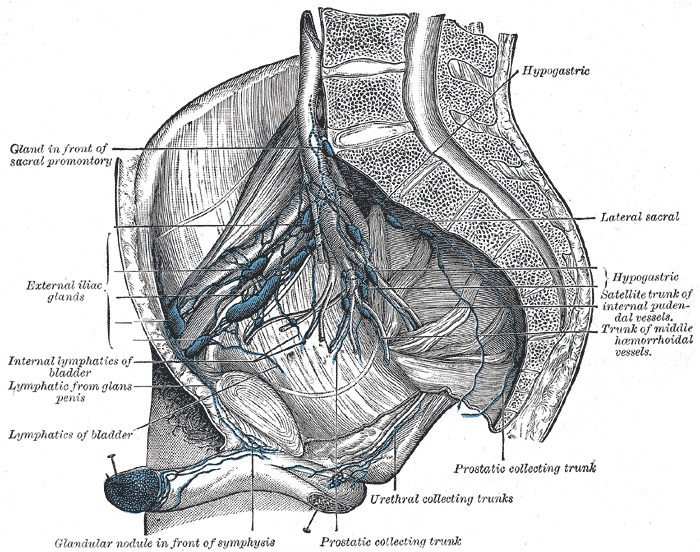
Glândulas iliopélvicas (vista lateral)